# Trichoneura
Trichoneura é um género botânico pertencente à família Poaceae.